# Хан, Акрам
Акрам Хан (англ. Akram Khan, бенг. আকরাম হুসেইন খান) — британский танцовщик и хореограф бангладешского происхождения. 
Родился в 1974 году в Уимблдоне (Лондон), в семье выходцев из Дакки. С семи лет обучался традиционному индийскому танцу катхак. Учился у индийского танцовщика Шри Пратапа Павара (Sri Pratap Pawar). Впервые вышел на сцену в роли Маугли в постановке «Приключения Маугли» (Adventures of Mowgli, 1984—1985), выпущенной лондонской Академией индийского танца. В 13 лет принимал участие в постановке «Махабхараты» Питера Брука (международное турне в 1987—1989 годах) и снимался в её телевизионной версии (1988).
Изучал современный танец в Университете Де Монфор в Лестере и сценическое искусство (performing arts) в Северной школе современного танца (Northern School of Contemporary Dance, NSCD) в Лидсе, работал с брюссельским проектом X-Group Анны Терезы Де Кеерсмакер, затем в 1990-х начал появляться на сцене с самостоятельно разработанными сольными выступлениями.
В августе 2000 основал танцевальную труппу Akram Khan Company. Его первая полномасштабная постановка, Kaash,  созданная в соавторстве с Анишем Капуром и музыкантом Нитином Соуни (Nitin Sawhney), была представлена на Эдинбургском фестивале «Фриндж» (Edinburgh Festival Fringe) в 2002.
Кавалер Ордена Британской империи с 2005 года.
В 2008 выступал вместе с Жюльет Бинош в танцевальной драме in-i в Королевском национальном театре.
В 2012 Акрам Хан и его труппа участвовали в Церемонии открытия Олимпийских игр в Лондоне.